# سیکلودکاپنتاان
سیکلودکاپنتاان (به انگلیسی: Cyclodecapentaene) با فرمول شیمیایی C10H10 یک ترکیب شیمیایی با شناسه پاب‌کم ۱۵۳۹۸۵۶۶ است؛ که جرم مولی آن ۱۳۰٫۱۹۰ گرم بر مول می‌باشد.